# Rudolf Widerhofer
Rudolf Widerhofer ist ein österreichischer Bergsteiger.

## Leben
Rudolf Widerhofer nahm ab 1964 an mehreren wichtigen Expeditionen in Himalaya, Hindukush und Karakorum teil. Im Jahr 1964 gelang ihm zusammen mit weiteren Bergsteigern des Grazer Expeditionsteams die Erstbesteigung des 7343 Meter hohen Momhil Sar im pakistanischen Karakorum.

## Alpinistische Leistungen (Auszug)
- Momhil Sar (7343 m, Karakorum, Pakistan), Erstbesteigung 1964 mit Hanns Schell, Rudolf Pischinger, Horst Schindlbacher und Leo Schlömmer[1]
- Koh-i-Keshnikhan (Hindukush, Pakistan) 1971 Expedition des Grazer Akademischen Alpenvereins, den Gipfel erreichen Robert Kostka und Walter Kuschel. (Österreichisch-deutsche Forschungsexpedition in den Hindukusch)[2]
- Manaslu 8163 m (Himalaya, Nepal), 1980 Besteigungsversuch, man erreicht Camp IV muss aber wegen zu starkem Wind abbrechen. Expeditionsteilnehmer: Rudolf Widerhofer, Hermann Kruettner, Hanns Schell, Lieselotte Schell, Gerald Gruber, Karl Hub und Rainer Göschl